# Leptidea darvazensis
Leptidea darvazensis is een vlindersoort uit de familie van de Pieridae (witjes), onderfamilie Dismorphiinae.
Leptidea darvazensis werd in 2004 beschreven door Bolshakov.